# In den Gärten Pharaos
In den Gärten Pharaos — второй альбом группы краут-рока Popol Vuh, первоначально выпущенный в 1971 году.

## Характеристика
In Pharaoh’s Garden — первое произведение истинной «священной музыки» Флориана Фрике, путеводный свет мифической группы Popol Vuh. Занимающая две продолжительные композиции смесь электроники и церковного органа с разнообразными духовыми инструментами и перкуссией вызывает видения небесного света. Глубоко волнующий и наполненный мистицизмом, этот альбом обозначил зарождение музыки нью-эйдж, и сегодня по-прежнему рассматривается как чудо.
На заглавном треке доминирует муг Фрике и перкуссия с окончанием на электрическом фортепиано. Вещь близка по звучанию другим группам тех лет.
Этот альбом легко сопоставим с Zeit Tangerine Dream, но включает некоторые новые элементы, в частности, акустическую и этническую перкуссию. Он является прямым продолжением дебютного альбома группы. Многие темы с этого альбома впоследствии войдут в саундтрек к фильму Вернера Херцога «Носферату. Симфония ужаса».

## Список композиций
Все треки написаны Popol Vuh
1. «In den Gärten Pharaos» — 17:38
2. «Vuh» — 19:51

Бонус-треки на переиздании 2004 года

Треки написаны Флорианом Фрике
1. «Kha — White Structures 1» — 10:14
2. «Kha — White Structures 2» — 10:09

## Состав музыкантов
Флориан Фрике — синтезатор Муга, орган, фортепиано Фендер
Холгер Трульш — африканская и турецкая перкуссия
Франк Фидлер — микширование синтезатора